# Satz von Grötzsch (Funktionentheorie)
In der Funktionentheorie, einem Teilgebiet der Mathematik, werden verschiedene miteinander zusammenhängende Theoreme als Satz von Grötzsch bezeichnet, darunter der folgende als Vorgänger der Teichmüller-Theorie geltende Satz über quasikonforme Abbildungen. Er stammt von Herbert Grötzsch.

## Quasikonforme Abbildungen
Konforme Abbildungen sind winkelerhaltende Abbildungen; Selbstabbildungen der (komplexen) Ebene sind konform genau dann, wenn sie biholomorph sind.
Quasikonforme Abbildungen verallgemeinern konforme Abbildungen, ihre Abweichung von der Konformität wird durch die Dilatation {\displaystyle K\geq 1} gemessen, wobei {\displaystyle K=1} genau für die konformen Abbildungen gilt.
Der Satz von Grötzsch betrachtet alle quasikonformen Abbildungen, die ein gegebenes Rechteck auf ein anderes gegebenes Rechteck (mit vorgegebener Zuordnung der Ecken) abbilden und findet unter diesen die quasikonforme Abbildung minimaler Dilatation. Er ist damit ein Vorgänger des Satzes von Teichmüller, der das analoge Problem für riemannsche Flächen löst.

## Satz von Grötzsch

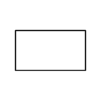
Rechteck

Zu einem Paar von Rechtecken (mit einer festen Zuordnung der Ecken) gibt es eine eindeutige affine Abbildung, die das erste auf das zweite Rechteck (mit der gegebenen Zuordnung von Ecken) abbildet. Der Satz von Grötzsch besagt, dass diese affine Abbildung die Abbildung minimaler Dilatation unter allen das erste (mit Eckenzuordnung) auf das zweite Rechteck abbildenden quasikonformen Abbildungen ist.